# 水野鼎蔵
水野 鼎蔵（みずの ていぞう、1890年（明治23年）3月26日 - 1968年（昭和43年）8月17日）は、大正から昭和期の実業家、政治家、教育者。長野県上田市長。

## 来歴
長野県小県郡上田町房山（現上田市上房山）で、旧家・水野茂平の長男として生まれた。1910年（明治43年）旧制上田中学（現長野県上田高等学校）を卒業。国内外の玩具に興味を持ち、1922年（大正11年）地元に日本アルプス玩具水野工場を創業し、海外輸出を軌道に乗せ、日本貿易協会から表彰された。1941年（昭和16年）上田化工を設立し、専務取締役工場長となる。戦後はアルプス玩具を経営。その他、上田商工会議所議員、長野県商工経済会評議員、上田ガス取締役、上田信用金庫理事なども務めた。1961年（昭和36年）事業を長男・洋三が継承した。
1937年（昭和12年）長野県司法保護委員となり、1939年（昭和14年）7月、上田市会議員に当選し、1944年（昭和19年）議長に就任し1946年（昭和21年）まで在任。1951年（昭和26年）4月、上田市長に当選し1959年（昭和34年）4月まで2期務めた。在任中は上田市立高等学校の県立移管（現長野県上田千曲高等学校）、小中学校の学区改革、国立療養所の移転、市営産院の新設、産業道路の開通などに尽力し、昭和の大合併では小県郡6村との合併を実現させた。
退任後は私学振興に力を入れ、学校法人上田学園を設立し理事長に就任し、1960年（昭和35年）上田城南高等学校（現上田西高等学校）を創立し、その経営に当たった。